# Giacomo Griziotti
Giacomo Griziotti (Corteolona, 11 maggio 1823 – Arena Po, 20 novembre 1872) è stato un militare italiano.

## Biografia
Figlio di Antonio, dottore in legge e cancelliere capo del tribunale di Corteolona, e di Lucrezia Ghislanzoni da bambino visse vari anni a Lecco. Iscritto a matematica – o secondo altre fonti ad ingegneria – presso l'Università degli Studi di Pavia e attivo politicamente a favore dell'unità d'Italia non terminò mai gli studi in quanto incarcerato il 16 marzo 1848 in conseguenza delle dimostrazioni a favore della concessione da parte di Carlo Alberto dello Statuto fatte dagli universitari ai quali egli aveva distribuito dei manifesti piemontesi da lui portati dal Regno di Sardegna. Venne liberato dalla prigione del Broletto durante i moti del '48 di Pavia, conseguenza delle Cinque giornate di Milano dagli studenti lomellini, genovesi e piemontesi diretti verso il capoluogo lombardo. Arruolatesi nell'artiglieria della Regia Armata Sarda, faceva parte della colonna pavese aggregata alla brigata "Piemonte", fu presente alla resa di Peschiera. Costretto alla ritirata l'esercito sardo si recò a Venezia e partecipò, sempre come artigliere, alla difesa della Repubblica di San Marco dall'Impero austriaco, inizialmente come sottufficiale e, dal 22 giugno 1849, come tenente meritando anche la lode del generale Guglielmo Pepe. Dopo la resa della città (leggenda vuole che sarebbe stato lui a sparare l'ultima cannonata da Forte Marghera), non potendo attraversare il Lombardo-Veneto intraprese un lungo viaggio via mare e visitò la Grecia, vedendo sia i monumenti antichi che i luoghi della recente guerra d'indipendenza greca, e in particolare quelli dov'era stato Byron, autore prediletto dai patrioti italiani; di questo viaggio, che toccò anche Malta e la Sicilia e si concluse a Genova, il Griziotti lasciò una relazione manoscritta. Esule – si stabilì nell'Oltrepò Pavese ad Arena Po, sul confine tra Regno di Sardegna e Lombardo-Veneto – esercitando l'attività, quasi di facciata, di droghiere ma continuando a cospirare per la fine del dominio straniero. Quando nel 1853 si progettarono i moti mazziniani milanesi si preparò – insieme a Achille Majocchi, Benedetto Cairoli, Angelo Bassini e Gaetano Sacchi – ad accompagnare un carico di armi che dalla casa di Agostino Depretis, a Stradella, scortato da cento armati, doveva giungere a Pavia per dar manforte ai rivoltosi. Dopo il fallimento della rivolta la spedizione fu intercettata dalla cavalleria piemontese, non prima però che le armi venissero nascoste. Il vero scopo del convoglio venne comunque scoperto poco dopo e il Griziotti fu incarcerato prima a Voghera e successivamente ad Alessandria. Liberato, senza aver subito un processo, fu costretto all'esilio in Svizzera dove fu di nuovo, era in compagnia del Cairoli e del Sacchi, arrestato a Locarno e poi trasferito a Berna, dopodiché gli venne ingiunto di lasciare il territorio elvetico nel termine di 24 ore. Ottenuto il rientrò in Piemonte prese residenza inizialmente a Genova – dove si occupò della costruzione di un bastimento di pesca, il Creso – per ritornare poi ad Arena Po, dove comprò casa. Nel '54 si offrì di assistere i malati di colera di Alessandria, proposta che venne accettata dal sindaco che lo ringraziò della sua opera.
Nel 1859 si sposò con Francesca Marozzi, pavese, e, in seguito alla situazione createsi con gli accordi di Plombières, Giuseppe Sirtori lo scelse per far parte dei battaglioni che Garibaldi è autorizzato ad arruolare, dei quali viene nominato capitano con decreto del 1º aprile firmato da Cavour e assegnato al comando della 5ª compagnia del 2º reggimento dei Cacciatori delle Alpi; su richiesta di Giacomo Medici divenne poi suo aiutante di campo. Incaricato da Garibaldi di trasportare da Casale Monferrato a Como, quindi attraverso parte dell'armata nemica, due pezzi di artiglieria offerti dal marchese Ala Ponzone il Griziotti vi riuscì egregiamente e fu nominato comandante dell'artiglieria garibaldina. Partecipò alle azioni in Valtellina ottenendo una medaglia d'argento per il suo comportamento a Bormio l'8 aprile, quando, sotto il fuoco nemico, portò i suoi pezzi in una posizione difficile. Si dimise dal servizio, dopo essere stato richiamato ai primi d'agosto, il giorno 20..
Divenuto padre di Archimede, il 3 maggio 1860, due giorni dopo partecipò dalle fasi iniziali alla spedizione dei Mille tra gli aiutanti di campo. Durante lo sbarco a Marsala ebbe in consegna, insieme al Bandi, le colubrine e le altre artiglierie ottenute durante la sosta a Talamone che egli voleva immediatamente usare contro le barche di borbonici dirette al Piemonte e al Lombardo, cosa che gli fu impedita da Garibaldi per timore che quelle navi reagissero bombardando la città; ebbe il comando della 9ª compagnia alla quale furono aggregati i Carabinieri genovesi. Ferito al braccio destro durante la battaglia di Calatafimi, motivo per il quale dopo Palermo rientrò per curarsi combattendo poi sul Volturno con il grado di maggiore al comando del 2º reggimento della brigata "Basilicata", divisione "Medici", ricevendo la sua seconda medaglia al valore – poi convertita nella croce di Cavaliere dell'Ordine militare di Savoia – transitando poi, con decreto del 12 giugno 1861, nel nuovo Esercito italiano con il grado di tenente colonnello.
La sua permanenza nell'esercitò si rivelò, come per altri combattenti garibaldini, difficile: venne prima messo in aspettativa, poi (1862) assegnato al 31º reggimento fanteria ma dopo due mesi collocato in aspettativa per infermità, infine, il 20 settembre 1863 fu destituito dall'esercito con privazione del suo grado dopo il giudizio di un Consiglio di disciplina per un calunnioso pretesto: non aver restituito immediatamente una piccola somma in eccesso sul suo stipendio. La sentenza fu seguita da molte polemiche e contestata dal movimento democratico e garibaldino mentre il Garibaldi stesso scrisse una lettera di sostegno al Graziotti. Nel 1866, scoppiata la terza guerra d'indipendenza, fu di nuovo al fianco di Garibaldi, come soldato semplice. Per il suo comportamento il governo, con decreto del 13 agosto, gli restituì il suo grado. Ciò non gli permise comunque di rientrare nell'esercito e neanche di percepire una pensione (la pratica di riabilitazione non giunse mai a compimento) avendo, nel corso degli esili e delle lotte, dato fondo alla sua eredità; mantenne perciò la sua famiglia conducendo un fondo datogli in affitto degli Ospedali civili di Piacenza. A causa del suo stato di salute non fu alla battaglia di Mentana ma, su incarico di Benedetto Cairoli, raccolse fondi per l'insurrezione romana che doveva esserne l'obiettivo. Spirò ad Arena Po, dopo una lunga agonia, a 49 anni, il 20 novembre 1872 e fu sepolto a Pavia dove, un anno dopo, a cura di amici, sorgeva un modesto monumento con tre epigrafi di cui una del Garibaldi e un'altra del Cairoli. Anche ad Arena Po fu iniziata una raccolta fondi e costituito un comitato per l'erezione di un monumento in suo onore che fu poi effettivamente costruito nel 1885 presso il palazzo comunale e riporta l'iscrizione: